# Jazz au Cœur

Jazz au Cœur (JAC) est une gazette éditée chaque année depuis 1991, quotidiennement, par des bénévoles du festival Jazz in Marciac.
Le fondateur et rédacteur en chef est Olivier Roger, bénévole au même titre que toutes les ressources humaines du journal. Aujourd'hui la gazette compte une quinzaine de contributeurs, qui sont aussi bien : rédacteurs, maquettistes, photographes, distributeurs, illustrateurs...
Au fil des éditions du festival, cette simple gazette a reçu une certaine estime auprès des journalistes professionnels locaux tant par la vitalité de ses écrits que par la pertinence (voire l'exclusivité) de ses interviews.
Selon le site officiel des bénévoles, le slogan de Jazz au Cœur est : une gazette JIM sachant jazzer (lire à voix haute) inventé en 2007 à l'occasion du trentième anniversaire de Jazz in Marciac et des premières publications numériques du journal.
Jazz au Cœur est un des multiples secteurs bénévoles de Jazz in Marciac, qui en compte environ 43 pour 600 à 800 individus annuels (780 en 2010).

## Ligne éditoriale
En 2010, Jazz au Cœur publie au moins sept articles quotidiens :
- une chronique du concert de la veille,
- un écho du bis correspondant à un artiste s'étant illustré sur la scène off située sur la place du village
- un article d'actualité sur la vie dans Marciac ou encore la face cachée du festival
- Une interview d'un des artistes « in » de la scène de la veille
- Une interview dit « coulisse », au ton décalé et constitué de dix questions funs posées à l'artiste
- Un encart de brèves, nommé « Ca jaze à Marciac »

Le ton est résolument à l'amusement, voire à la taquinerie parfois, mais aussi à la valorisation des artistes de la scène officielle, l'information pratique au jour le jour, et enfin au réalisme du rapport des ambiances parfois très différentes sous le chapiteau en fonction de la réception par le public des prestations de jazzmen...
En tant qu'organe de presse non-salarié, Jazz au Cœur s'autorise souvent la dérision et les clins d'œil, notamment dans l'ours où les maquettistes rivalisent de private jokes au fil des saisons.
Jazz au Cœur est aussi connu pour ses titrailles inspirées de celles du journal Libération qui fut d'ailleurs gratuitement distribué dans le village jusqu'à l'édition 2009.

### Extraits de titrailles
Des titres de chronique faisant toutes références au passage d'un jazzman ou d'une personnalité sur la scène officielle de la veille.
- Whisky cocker / Sur un air de cocker / Cocker a de l'oreille / Cocker en stock (en référence au passage scénique de Joe Cocker)
- Stochelo et levons bien le kwood (par Jérémie Juraver, en référence au passage scénique de Stochelo Rosenberg et Didier Lockwood)
- E.S.T téléphone maison / Esbjörn ouvre car sven sonne (en référence au passage scénique de Esbjorn Svensson)
- Rollin's rolls in Marciax (par Jérémie Juraver en référence au passage scénique de Sonny Rollins)
- Vous l'avez rêvé, Sonny l'a fait (idem Sonny Rollins)
- Zornographie / Zorn interdite (en référence au passage scénique de John Zorn)
- Shorter un peu court (en référence au passage scénique de Wayne Shorter)
- Brad Mehldau dans son vin (en référence au passage scénique de Brad Mehldau)
- Tout Hank à (saint) Mont / Tout Hank à Monty (en référence au passage scénique de Hank Jones et Monty Alexander)
- Eteignez vos portal (en référence au passage scénique de Michel Portal)
- Roberto à fond ? C'est le cas ! (en référence au passage scénique de Roberto Fonseca)
- Pas Mahal pour cet Taj ! (en référence au passage scénique de Ahmad Jamal)
- On a vu la tête de Fillon (en référence à la présence de François Fillon parmi les spectateurs)
- Bach mention très bien (en référence au passage scénique de Richard Galliano)
- On l'écouterait mille heures (en référence au passage scénique de Marcus Miller)
- Latchès musicale (en référence au passage scénique de latchès)
- Abragarbarek ! (en référence au passage scénique de Jan Garbarek)
- Lagrene, deux star (en référence au passage scénique de Bireli Lagrene), Steeve Laffont)
- Humair m'a tué (en référence au passage scénique de Daniel Humair
- Et Stefano nous baptisa (en référence au passage scénique de Stefano Di Battista
- La Franche Touche (en référence au passage scénique de Bireli Lagrene et Didier Lockwood
- Virginie et Benson font un tabac (en référence au passage scénique de Virginie Teychené et George Benson
- Robert Cray l'évênement (en référence au passage scénique de Robert Cray
- Il pleut il ils bluesent, c'est la fête à la gratouille  (en référence à la soirée blues
- Là, Rota c'est ça (en référence au passage scénique de Galliano hommage à Nino Rota
- Al Di met haut la barre (en référence au passage scénique de Al Di Meola
- De la reeves à la réalité (en référence au passage scénique de Dianne Reeves
- Ruben nous a scotché (en référence au passage scénique de Ruben Blades
- Hybride Maalouf (en référence au passage scénique de Ibrahim Maalouf
- Quand le wind tonne, Peter sonne  (en référence au passage scénique de Wynton Marsalis et Lucky Peterson

(source)

### Extraits de l'ours
- Sué à 2500 exemplaires. Si vous rencontrez un Béné-JAC, dites-lui : « je suis l'Homme qui a lu l'ours ».[4]
- Cloné à 2500 exemplaires prêt à en découdre avec la matrice. Toute l'équipe souhaite un joyeux anniversaire à Seb.[5]

## Tirage
Jazz au Cœur est lu pendant Jazz in Marciac par plus de 20 000 lecteurs quotidiens, pour un tirage allant de 1500 à 4500 exemplaires.

## Support
Jazz au Cœur est édité en format A3, le papier présentant une couleur différente chaque jour (rose saumon, bleu lila...).
Certains années, la gazette propose un supplément dit "Jazz Au Cœur du Monde" consistant en une feuille A4 composée d'au moins quatre articles, tous rédigés par des bénévoles internationaux accueillis au sein du bénévolat marciacais. Cette initiative d'accueil est sous la responsabilité de la ligue de l'enseignement du Gers.

## Illustrations
- Le dessinateur de Marciac Franck Raynal alias Mr Fox,  a dessiné en 2008
- Le dessinateur de presse  Tassuad a dessiné en  2009, 2010, 2011, 2012 et 2013.

- Un sponsor officiel tel que les vignerons de Plaimont (agriculteurs du  vignoble de Saint Mont, entre autres) illustre aussi les pages de Jazz au Cœur, ce qui explique que certains tirages quotidiens passent de 1 500 à 4 500 exemplaires finalement[7], en comptant le tirage complémentaire des Jazz au Cœur du Monde.